# Fuerstia africana
Fuerstia africana là một loài thực vật có hoa trong họ Hoa môi. Loài này được T.C.E.Fr. mô tả khoa học đầu tiên năm 1929.